# 21 Bridges
21 Bridges (auch 21 Bridges – Jagd durch Manhattan) ist ein Action-Thriller von Brian Kirk, der am 22. November 2019 in die US-amerikanischen und am 6. Februar 2020 in die deutschen Kinos kam.

## Handlung
Andre Davis, ein Detective des NYPD, musste sich wegen mehrmaligen Schusswaffengebrauchs einer Untersuchung stellen. Aktuell macht er Jagd auf mehrere Polizistenmörder, die sieben Polizisten erschossen hatten, als diese vermutlich eine Drogenübernahme verhindern wollten. Für die Ermittlungen wird Davis die Kollegin Frankie Burns von der Drogenfahndung zur Seite gestellt. Schon bald ergeben sich einige Widersprüche, denn die Täter hatten nur einen Teil der Drogen mitgenommen und auch ihr Fluchtwagen wäre für die gesamte Menge gar nicht ausgelegt gewesen. Detective Davis schließt draus, dass den Drogenkurieren eine Falle gestellt worden sein könnte. Um die Flüchtenden zu fassen, bevor sie Manhattan verlassen können, veranlasst Davis die Schließung aller 21 Brücken, die von der Insel führen. Für die Behörden ist diese Vorgehensweise erstmalig.
Erste Ermittlungen führen zu Torreano Bush, dem der Fluchtwagen gehörte, der kurz nach dem Überfall ausgebrannt aufgefunden wurde. Von der Exfreundin des flüchtigen Bushs kann Detective Davis zwei weitere Namen der vermutlichen Täter erfahren: Michael Awill und
„Rainman“ Ray Jackson. Als die Manhattaner Polizei den Aufenthaltsort Bushs in Erfahrung bringt, erschießen sie den Mann ohne ihm die Chance einer ordentlichen Festnahme zu geben. Davis ist darüber sehr verärgert, denn er hatte sich weitere Informationen von dem Mann erhofft.
Die gesuchten Michael Awill und Ray Jackson besorgen sich derweil gefälschte Pässe, um aus der Stadt zu kommen. Doch werden sie dabei von einem eintreffenden Polizeikommando gestört und müssen schnellstens fliehen, was Ray letztendlich nicht schafft und erschossen wird. Für Detective Davis ist Michael nun der Einzige, der ihm noch Informationen zu den möglichen Hintermännern geben kann. Als er Michael stellt, kann er ihm tatsächlich erste Hinweise abpressen, die ihm seine anfängliche Vermutung bestätigen. Der Überfall war nicht „normal“ und so wie es sich nun darstellt, stehen mehrere Kollegen des 85. Polizeireviers von Manhattan mit Drogendealern in Verbindung. Den Beweis dafür hat Michael auf USB-Sticks, die er sicher versteckt hat. Er kann Davis das Kennwort für die Sticks noch zuflüstern, kurz bevor er, von Frankie Burns niedergeschossen, stirbt.
Während die Stadt wieder „aufatmet“ und die Brücken freigegeben werden, ist Davis schockiert diesem schweren Korruptionsfall der Polizei auf die Spur gekommen zu sein. Er stellt Captain McKenna, den Leiter des 85. Reviers zur Rede. Dieser räumt die Vorwürfe ein, erklärt aber, dass es ihm nie persönlich um den materiellen Vorteil ging, sondern um eine bessere finanzielle Absicherung „seiner“ Polizisten. Deren offizielle Bezahlung war in den meisten Fällen nicht ausreichend den Lebenshaltungskosten New Yorks zu entsprechen. Sogar zu Suiziden seiner Beamten wäre es deshalb schon gekommen, was er zukünftig verhindern konnte. Dummerweise war eine Art Bandenkrieg der Drogenbosse untereinander ihnen nun zum Verhängnis geworden, denn als seine Beamten eine größere Menge Drogen abholen wollten, kamen sie den bewaffneten Räubern in die Quere. Dabei waren die beiden Kleinkriminellen weder auf diese übergroße Menge an Drogen, noch auf die Anwesenheit der Polizei vorbereitet gewesen, sodass die Aktion in einem Desaster endete.
Da McKenna Davis nicht überzeugen kann den Fall auf sich beruhen zu lassen, alarmiert er seine Kollegen, die jedoch im darauf folgenden Schusswechsel alle sterben. Nachdem Davis auch McKenna in Notwehr erschießen muss, kommt Frankie Burns dazu. Sie hat zwar vor, Davis zu töten, bringt es dann aber nicht fertig und lässt sich festnehmen.

## Produktion
Regie führte Brian Kirk, das Drehbuch stammt von Adam Mervis und Matthew Michael Carnahan.
Die Hauptrolle des NYPD-Detectivs Andre Davis wurde mit Chadwick Boseman besetzt.
Die Dreharbeiten fanden vom 24. September 2018 bis zum 24. November 2018 statt. Überwiegend wurde in Philadelphia gedreht, so im Brasil Nightclub in der Chestnut Street, im Kissin Fresh Meats in der Richmond Street, im Tinto in der 20th Street, an der AKA University City und an der SEPTA Fern Rock Transportation Station, genannt Chinatown Station. Weitere Aufnahmen entstanden in den Sun Center Studios in Aston.
Die Filmmusik wurde von Alex Belcher und Henry Jackman komponiert. Das Soundtrack-Album, das 22 Musikstücke umfasst, wurde am 15. November 2019 von Sony Classical veröffentlicht.
Der erste Trailer wurde im April 2019 vorgestellt, ein weiterer Ende Oktober 2019. Der Kinostart in Deutschland erfolgte am 6. Februar 2020, in den USA am 22. November 2019.

## Synchronisation
Die deutsche Synchronisation entstand nach einem Dialogbuch under Dialogregie von Dominik Auer im Auftrag von Neue Tonfilm München.
| Rolle                                | Darsteller           | Synchronsprecher   |
| ------------------------------------ | -------------------- | ------------------ |
| Andre Davis                          | Chadwick Boseman     | Tobias Schmidt     |
| Frankie Burns                        | Sienna Miller        | Luise Helm         |
| Captain Matt McKenna                 | J. K. Simmons        | Jan Spitzer        |
| Michael Trujillo                     | Stephan James        | Patrick Roche      |
| Ray Jackson                          | Taylor Kitsch        | Björn Schalla      |
| Deputy Chief Spencer                 | Keith David          | Thomas Rauscher    |
| Leigh                                | Jamie Neumann        | Eva-Maria Reichert |
| Butchco                              | Obi Abili            | Gerhard Jilka      |
| Dugan                                | Andy Truschinski     | Dominik Auer       |
| Leighs Freund                        | Peter Patrikios      | Arne Hörmann       |
| Lieutenant Kelly                     | Darren Lipari        | Thomas Birnstiel   |
| stellvertretender Bürgermeister Mott | Morocco Omari        | Thomas Nero Wolff  |
| Vonetta Davis                        | Adriane Lenox        | Ursula Wolff       |
| junge Vonetta Davis                  | Sarah Ellen Stephens | Nina Kapust        |

## Rezeption

### Kritiken und Einspielergebnis
Insgesamt stieß der Film bei den Kritikern auf geteiltes Echo.
Todd McCarthy von The Hollywood Reporter beschreibt den Film als 104 Minuten nächtlicher Großstadtkrimi-Action, die mit einem grenzwertig absurden Maß an nahezu ununterbrochener Gewalt aufgepumpt sei.
Nick De Semlyen vom Empire Magazine hingegen empfindet 21 Bridges als „erfrischende Pause von Special Effects-beladenen Spektakeln und eine Reminiszenz an die billigen Cop-Thriller vergangener Zeiten, wenn auch nicht stark genug, um sicherzustellen, dass Bosemans gerechter Cop sein eigenes Franchise bekommt“. Der Film habe etwas von einem verschollenen Tony-Scott-Denzel-Washington-Vehikel, auch wenn es in Qualität und Storyplot eher an Die Entführung der U-Bahn Pelham 123 als an Crimson Tide erinnere.
Sidney Schering schreibt in seiner Kritik, der Action-Thriller sei leider einfach nicht gut, sondern hole aus seiner soliden Grundidee nur generisches Material heraus. Das zentrale Problem von 21 Bridges sei das Drehbuch von Adam Mervis und Matthew Michael Carnahan, das nur wenig von kohärenter Charakterzeichnung halte oder davon, seine thematischen Stränge durchzuziehen.
Dem Budget von rund 33 Millionen US-Dollar stehen bisher weltweite Einnahmen von 47,1 Millionen US-Dollar gegenüber.

### Auszeichnungen
NAACP Image Awards 2020
- Nominierung als Bester Hauptdarsteller (Chadwick Boseman)[15]